# František Vacín
Frantšek Vacín (Plzeň, 25 maggio 1893 – Praga, 9 novembre 1965) è stato un nuotatore e pallanuotista cecoslovacco.
È stato un membro della Cecoslovacchia che ha partecipato ai Giochi di Parigi 1924.
Ha concluso la sua carriera sportiva nel 1932.
Era il marito della nuotatrice olimpica Babeta Drážková.